# Loyd Blankenship
Loyd Blankenship, také pod přezdívkou The Mentor (narozen 1965) je známý americký hacker a spisovatel. Byl členem hackerských skupin Extasyy Elite a Legion of Doom, známým se stal především jako autor hackerského manifestu Svědomí hackera, v němž vysvětluje psychologii tohoto hnutí. Manifest byl napsán v roce 1986 krátce po Blankenshipově zatčení a byl publikován v hackerském ezinu Phrack. Blankenship také vytvořil příručku pro hráče cyberpunkových her na hrdiny, nazvanou GURPS Cyberpunk (1990), která byla zabavena americkou tajnou službou, protože některé informace údajně mohly být využity v počítačovém zločinu.